# Pliomelaena
Pliomelaena es un  género de insecto de la familia Tephritidae del orden Diptera.

## Especies
- Pliomelaena assimilis (Shiraki, 1968)
- Pliomelaena biseta Wang, 1996
- Pliomelaena brevifrons (Bezzi, 1918)
- Pliomelaena caeca Bezzi, 1924
- Pliomelaena callista (Hering, 1941)
- Pliomelaena discosa Munro, 1947
- Pliomelaena exilis Munro, 1947
- Pliomelaena joanetta Munro, 1947<
- Pliomelaena luzonica Hardy, 1974
- Pliomelaena parviguttata Hering, 1952
- Pliomelaena quadrimaculata Agarwal & Kapoor, 1989
- Pliomelaena sauteri (Enderlein, 1911)
- Pliomelaena shirozui Ito, 1984
- Pliomelaena sonani (Shiraki, 1933)
- Pliomelaena stevensoni Munro, 1937
- Pliomelaena translucida Hering, 1942
- Pliomelaena udhampurensis Agarwal & Kapoor, 1988
- Pliomelaena zonogastra (Bezzi, 1913)